# Herbert Norsch
Herbert Frederick Norsch (* 15. August 1908 in St. Louis, Missouri; † 28. Juli 1955 in Los Angeles, Kalifornien) war ein US-amerikanischer Filmtechniker für Spezialeffekte, der bei der Oscarverleihung 1941 für den Oscar für die besten Spezialeffekte nominiert war.

## Leben
Norsch begann seine Laufbahn als Filmtechniker für Spezialeffekte 1940 bei dem Film Women in War und wurde für diesen zusammen mit Howard Lydecker, William Bradford und Bud Thackery bei der Oscarverleihung 1941 für den Oscar für die besten Spezialeffekte nominiert.
Er arbeitete bis kurz vor seinem Tod weiter als Filmtechniker und wirkte bei der Herstellung von knapp dreißig Filmen und Folgen von Fernsehserien mit.

## Filmografie (Auswahl)
- 1940: Women in War
- 1943: The Masked Marvel
- 1946: King of the Forest Rangers
- 1947: The Black Widow
- 1947: Hyänen der Prärie (Wyoming)
- 1948: Under California Stars
- 1948: Eyes Of Texas
- 1953: Boston Blackie (Fernsehserie)
- 1954: The Cisco Kid (Fernsehserie)